# Peyrusse-le-Roc
Peyrusse-le-Roc è un comune francese di 225 abitanti situato nel dipartimento dell'Aveyron nella regione dell'Occitania.

## Società

### Evoluzione demografica
Abitanti censiti